# Conoderus eveillsrdi
Conoderus eveillsrdi är en skalbaggsart som beskrevs av Leguillou 1844. Conoderus eveillsrdi ingår i släktet Conoderus och familjen knäppare. Inga underarter finns listade i Catalogue of Life.